# Matelea cayennensis
Matelea cayennensis är en oleanderväxtart som beskrevs av G. Morillo. Matelea cayennensis ingår i släktet Matelea och familjen oleanderväxter. Inga underarter finns listade i Catalogue of Life.